# Piarres Lafitte
Piarres Lafitte Ithurralde ili Pierre Lafitte Ithurralde (Louhossoa, 21. svibnja 1901. – 23. veljače 1985.) bio je baskijsko-francuski svećenik i autor.

## Biografija
Lafitte je rođen u Louhossoi (Luhuso na baskijskom) u Lapurdiji 21. svibnja 1901. Ostao je siroče u dobi od sedam godina, i odgojila ga je rodbina u Ithorotsu (Ithorrotzeu), gdje je pohađao lokalnu školu. Od 1914.  je nastavio školovanje u sjemeništu u Urtu gdje je i diplomirao 1919. Za svećenika je zaređen 13. srpnja 1924. i predavao je na Katoličkom sveučilištu u Toulouseu nekoliko godina do povratka u Sjevernu Baskiju, gdje se na kraju naselio za stalno u Ustaritzu. On je pridonijela mnogim publikacijama vezanima za Baske i njihov jezik, uključujući i Eskualduna te Gure Herria.
Bio je duboko uključen u baskijski nacionalistički pokret, u sjevernoj i Južnoj Baskiji tijekom mnogih godina te osnovao prvi nacionalistički pokret na sjeveru.Godine 1949. bio je pozvan u Euskaltzaindiju, službenu instituciju koja regulira baskijski jezik.
Godine 1982. primio je počasni doktorat na Sveučilištu u Baskiji.Umro je 23. veljače 1985 u Bajoni (Lapurdija).

## Djela

### Jezikoslovlje
- Grammaire basque: navarro-labourdin littéraire (1944.)
- Grammaire basque pour tous II – Le verbe basque (1981.)

### Pripovijesti
- Historio-misterio edo etherazainaren ipui hautatuak (1990.)

### Eseji
- Koblakarien legea (1935.)
- Mende huntako euskaldun idazleen Pentsa-bideak (1974.)
- Pierre Topet-Etxahun (1970.)

### Antologije
- Eskualdunen Loretegia. XVI-garren mendetik hunateko liburuetatik bildua. Lehen zatia (1645–1800) (1931.)

### Kazalište
- Hil biziaren ordenua (1963.)
- Santcho Azkarra (1954.)

## Poezija
- Mañex Etchamendi bertsularia (1972.)
- Murtuts eta bertze... (artho churitzeko zonbait ichorio chahar) (1945.)

### Ostalo
- Kazetari lan hautatuak (2002.)